# Maybe (песен на Валентина Монета)
„Maybe“ е песен на санмаринската певица Валентина Монета, с която ще представи страната си на песенния конкурс „Евровизия 2014“. Песента е балада по музика и текст на Ралф Зигел и Мауро Балестри, като е написана в сол минор.
Представена е официално на 14 март 2014 година.

## Предистория
След неочакваното класиране на „Евровизия 2013“ певицата отново получава предложение да представи Сан Марино на предстоящия конкурс. Певицата се съгласява в резултат на дълго обмисляне.
През юли Ралф Зигел и Мауро Балестри започват да пишат песен за Валентина и тя е поканена да запише демо версии във Форте дей Марми, Италия, в края на август. Месец по-късно Зигел и певицата записват седем песни в студиото му в Мюнхен. Междувременно тя пише и продуцира девет песни в Сан Марино с подкрепата на нейни приятели и други изпълнители.

## Избор на песен
След записването на песните е проведено допитване до колеги, професионалисти и приятели. Окончателното решение е песента „Maybe“, или „Forse“ (италианска версия). На „Евровизия“ е изпратена английската версия.

## Любопитно
Валентина Монета излиза за трети пореден път на евровизионната сцена, а Мауро Балестри се изявява като текстописец за втори път.